# باتريك ميلتون
باتريك ميلتون (بالإنجليزية: Patrick Melton) (و. 1975  م) هو كاتب سيناريو، وكاتب مسرحي، ومنتج أفلام أمريكي، ولد في تشامبيغن.

## التعليم
تعلم في جامعة آيوا، وتعلم في لويولا ماريمونت
.

## وصلات خارجية
- باتريك ميلتون على موقع IMDb (الإنجليزية)
- باتريك ميلتون على موقع ألو سيني (الفرنسية)
- باتريك ميلتون على موقع أول موفي (الإنجليزية)
- باتريك ميلتون على موقع قاعدة بيانات الأفلام السويدية (السويدية)
- باتريك ميلتون على موقع قاعدة بيانات الفيلم (الإنجليزية)
- باتريك ميلتون على موقع كينوبويسك (الروسية)